# 魔法が解けて (テレビアニメ)
『魔法が解けて』（原題：Disenchantment）は、マット・グレイニングによって作成されたアメリカのファンタジーアニメ。かつてフォックス放送会社のために『ザ・シンプソンズ』と『フューチュラマ』を作成したグレイニング唯一のNetflixオリジナル作品。中世のファンタジー王国ドリームランドを舞台にしたこのシリーズは、反抗的でアルコール中毒の王女ビーン、彼女とつるむ無邪気なエルフのエルフォ、そして彼女の破壊的な「パーソナル悪魔」ルーシーの物語を追う。声の出演は、アビ・ヤコブソン、エリック・アンドレ、ナット・ファクソン、ジョン・ディマジオ、トレス・マクニール、マット・ベリー、デヴィッド・ハーマン、モーリス・ラマーシュ、ルーシー・モンゴメリー、ビリー・ウェスト。
第1シーズンの前半は10話で構成され、2018年8月17日にリリースされ、後半はこれも10話構成で2019年9月20日にリリースされた。2018年10月、Netflixは、20エピソードを10話ずつ2つに分割して第2シーズンを更新した。そのうち、最初の10話は2021年1月15日に配信された。

## あらすじ
貧困がはびこるドリームランドを治めるゾグ王は、娘であるビーンを近隣の王国の王子と結婚させようとする。ビーンは悪魔のルーシーとエルフのエルフォとともに結婚から逃げ出す。彼らが王子の兄弟によって「救われた」後、ビーンの婚約者となったマーキマーは結婚の準備をするためにドリームランド王国に戻る。ビーンたちはマーキマーの暗殺計画を練るが、最終的に計画は失敗に終わる。だが、結婚式当日、マーキマーは豚とエルフの血を混ぜたものを飲んで豚になってしまったため、結婚式は中止となり、ビーンは自由の身となる。ハウスルールと王女は大きな不幸を経験し、ビッグジョー、ヘンゼル、グレーテルのような多くの人々との出会いを経験する。そして、ゾグ王は、あらゆる方法で彼女のもたらす混乱を抑えようとするも、失敗に終わる。ゾグは不老不死の薬に興味を持ち、ビーンに薬を効かせるための小瓶を手に入れるというミッションを課す。ビーンがエルフォとルシを連れて戻ってきた後、エルフォの血が不純であるために薬が効かないことを知る。

## 登場人物
ビーン
声：アビ・ジェイコブソン/日本語吹替：種市桃子
ドリームランドの十代の王女。フルネームはティアビーニー・マリアビーニー・デ・ラ・ロシャンボー・グランクウィッツ。酒好き。第3シーズンでは、バイセクシャルであることが明らかになった。
エルフォ
声：ナット・ファクソン/日本語吹替：赤坂柾之
エルフの森出身の18歳のエルフ。楽観的で、キャンディーが好き。ビーンに思いを寄せている。第1シーズン9話「エルフォのすべて」では、エルフと他の何かのハーフであることが判明する。彼の母親はまだ明らかにされていないが、人食い鬼であることが暗示されている。
ルーシー
声：エリック・アンドレ/日本語吹替：青木強
ビーンの「パーソナル悪魔」。彼女の肩に乗って悪事をそそのかす。エルフォとは張り合うことが多く、彼のことをよくからかう。

### ドリームランド王国
ゾグ
声：ジョン・ディマジオ/日本語吹替：黒澤剛史
ビーンの父であり、ドランコウィッツ王家のドリームランド支配者。娘のことを大切に思う一方、王国の繁栄と名声への執着が強く、邪魔する者は誰であろうと処刑したり奴隷にしたりする。
ウーナ
声：トレス・マクニール/日本語吹替：早川舞
ゾグの後妻で、ビーンの継母にあたる。王国間の同盟のために政略結婚したダンクマイアの両生類。第１シーズン13話「海賊のさがしもの」では、ゾグと離婚し、ドリームランドを離れて海賊の女王となる。
ボニー・プリンス・デレク
声：トレス・マクニール/日本語吹替：早川舞
ゾグとウーナの息子で、ビーンの異母弟にあたる。ドリームランド王国は男系の長子相続に従っていることから王位継承権を有しており、異母姉のビーンから嫌われている。第１シーズン19話「偉大なる科学の力」でゾグが誤ってビーンに撃たれた後、20話「ビーン王女危うし」で事実上の王になる。
オドヴァル
声：モーリス・ラマーシュ/日本語吹替：早川毅
ドリームランド王国の宰相である三つ眼の人物。秘密結社の一員で、密かに女司祭と組んでドリームランドの乗っ取りを企てている。
ソルセリオ
声：ビリー・ウェスト
ゾグ王の顧問を務める魔法使い。オドヴァルの愛人で、秘密結社の一員でもある。
女司祭
声：トレス・マクニール
ドリームランドの宗教指導者だが、宗教を迷信同様と考えている。第3シーズンで、ビーンをスチームランドに連れてくるためにアルヴァ・ガンダーソンから差し向けられていたことが明らかになる。
ペンダーガスト
声：エリック・アンドレ
ゾグ王の騎士団の団長。
メルツ
声：ビリー・ウェスト/日本語吹替：羽野だい豆
ドリームランドの騎士。
タービッシュ
声：リッチ・フルチャー/日本語吹替：中川パラダイス
ドリームランドの騎士。
バンティ
声：ルーシー・モンゴメリー
ビーンの女官。死刑執行人のスタンと結婚している。
スタン
声：ノエル・フィールディング
死刑執行人であり拷問部屋のマネージャー。気さくな性格をしている。
ヘラルド
声：デヴィッド・ハーマン
ドリームランド王国への訪問者到着やニュースを発表する。
道化師
声：ビリー・ウェスト/日本語吹替：中川パラダイス
窓から投げ出されたり、罠のドアから落ちたりする。
ミス・ムーンペンス
声：ジェニー・バッテン
オドヴァルの手下で、オドヴァルの部屋の小さな穴から目としてしか現れない。
ヴィップとヴァップ
声：リッチ・フルチャー
ゾグ王のマント持ち上げ係。物静かな性格をしている
サガサ
声：トレス・マクニール
ビーンにアドバイスしてくれる妖精。ティンカー・ベルに似ている。

### マルー王国
ダグマー
声：シャロン・ホーガン
ゾグ王の最初の妻であり、ビーンの母。毒を飲んで石像と化す。実は魔術師で、夫を毒殺することを計画していた。予言を叶えるために娘のビーンを邪悪な道に導こうとしているため、娘とは緊張した関係を持っている。
クロイド
声：リッチ・フルチャー
マルー王国の皇帝。ダグマーとベッキーの兄弟。
ベッキー（レベッカ）
声：ルーシー・モンゴメリー
ダグマーとクロイドの妹。結婚式の贈り物としてルーシーをビーンに送った。
ジェリー
声：デヴィッド・ハーマン
クロイドとベッキーの手下。

### エルフの森
パパ・エルフォ
声：ビリー・ウェスト/日本語吹替：俊藤光利
エルフォの父。
キッシー（キサンドラ）
声：ジェニー・バッテン
エルフォの友人で元恋人。エルフの森の支配者ルーロ王（声：ビリー・ウェスト）の娘。
リーボ
声：モーリス・ラマーシュ/日本語吹替：森宮隆
伝説のエルフで、エルフの森を離れて海賊船長になった。

### スチームランドの人々
スカイバート・ガンダーソン
声：/日本語吹替：藤田将利
科学の国スチームランドの飛行船乗り。アルヴァの弟。
アルヴァ・ガンダーソン
声：/日本語吹替：羽野だい豆
スチームランドの権力者で、ガンダーソン工場の創設者でもある。ドリームランドの魔法の力をまだ解明されていない自然現象と解釈し、科学で「魔法」を力に変えることを狙い、ビーンに接近する。
イーディス
声：/日本語吹替：早川舞
スチームランド遊園地の見せ物小屋の占い師。
モーラ
声：/日本語吹替：横山友香
スチームランド遊園地の見せ物小屋の人魚。
P・T・マクギー
声：/日本語吹替：俊藤光利
スチームランド遊園地の見せ物小屋の興行師。

### その他
マーキマー
声：マット・ベリー/日本語吹替：中尾一貴
ベントウッド王国の第二王子。第一王子の兄ギーズバート（声：デヴィッド・ハーマン）の死後ビーンと結婚するように手配されたが、豚に変わった。
ビッグ・ジョー
声：モーリス・ラマーシュ
世界一のエクソシストとされる人物。
テス
声：ジェニー・バッテン
片目の巨人。
ウルスラ
声：ジェニー・バッテン
セルキー族の女性で、普段はクマの毛皮を被っている。ゾグと出会い、恋に落ちる。
ウェイド・ブロディ・ジュニア
声：/日本語吹替：俊藤光利
自称ハンサムな冒険家。
グログダ女王
声：/日本語吹替：織部ゆかり
人食い鬼の谷の女王。

## エピソード
| パート | パート | シーズン | 話数 | 話数 | 発売期間      | 発売期間      |
| ------ | ------ | -------- | ---- | ---- | ------------- | ------------- |
|        | 1      | 1        | 10   | 10   | 2018年8月17日 | 2018年8月17日 |
|        | 2      | 1        | 10   | 10   | 2019年9月20日 | 2019年9月20日 |
|        | 3      | 2        | 10   | 10   | 2021年1月15日 | 2021年1月15日 |

### パート 1 (2018)
| 通算 話数 | No. in part | タイトル                                                                                    | 監督              | 脚本                           | 公開日        | 製作 番号 |
| --- | ----------- | ------------------------------------------------------------------------------------------- | ----------------- | ------------------------------ | ------------- | --------- |
| 1 | 1           | "「王女とエルフと悪魔が酒場へ」（原題："A Princess, an Elf, and a Demon Walk Into a Bar"）" | Dwayne Carey-Hill | Matt Groening & Josh Weinstein | 2018年8月17日 | 1DNT01    |
| ドリームランドの王女であるティアビーニー（愛称：ビーン）は、ベントウッド王国の近親相姦の王と女王の息子であるギーズバート王子と結婚する運命にある。ある日、二人の魔導士は彼女を邪悪な存在にすべく結婚式の贈り物としてルーシーという名の悪魔を送り込む。ルーシーは、ビーンの父ゾグ王がより多くの権力を握るために娘の結婚を利用していると感じ、彼女の苦境に共感を見せる。一方、楽観家なエルフのエルフォは、キャンディーを作る生活に退屈しており、エルフの森から出て行くことにして他のエルフ達を仰天させる。結婚式当日、ドリームランド城に来たエルフォは、ビーンに結婚を断られたギーズバートが剣に身を投じるのを目撃する。その後、ビーンはエルフォとルーシーは城から逃げ出す。ギーズバートの弟にしてビーンの新たな婚約者となったマーキマー王子は、部下とともに3人を追いかける。3人組は妖精から何でも願いを叶えてくれる「ウィッシュマスター」の存在を聞いて会いに行くが、何でもきれいにする「ウォッシュマスター」であることが判明する。そこに追手が現れ、3人は崖から飛び降りる。                                                                                      |             |                                                                                             |                   |                                |               |           |
| 2 | 2           | "「ブタは誰のために鳴くのか」（原題："For Whom the Pig Oinks"）"                            | Frank Marino      | David X. Cohen                 | 2018年8月17日 | 1DNT02    |
| ビーンとエルフォとルーシーは、マーキマーによって「救出」され、ドリームランドに連れ戻される。エルフォは、エルフの血が持つ魔力を利用したいソルセリオに捕らえられ、ゾグはエルフの血によって不老不死の薬が手に入るかもしれないと喜ぶ。ルーシーの提案で、ビーンは結婚前に独身パーティーを開くのはどうかとマーキマーに提案する。さらにゾグとソルセリオにエルフォの血を流させないために、豚の血を使って騙すことにする。独身最後のパーティーでは、マーキマーが人魚に殺されることを期待して、乗組員全員で人魚の島を目指す。マーキマーは人魚でなくセイウチに捕えられ、セイウチ達と共に敵国のボルクに襲われたビーン達を救うが、ボルクかと思ったら連合国のボザックだった。ビーンはがっかりするが、喉が渇いたマーキマーにほとんどが豚の血である「エルフの血」を飲ませて豚に変える。ビーンは豚との結婚を拒否し、ゾグはついに娘に同意する。動揺したベントウッドの王とゾグは、ビーンとエルフォとルーシーが喜んで見守る中キングファイトを始める。 |             |                                                                                             |                   |                                |               |           |
| 3 | 3           | "「闇のプリンセス」（原題："The Princess of Darkness"）"                                    | Wes Archer        | Rich Fulcher                   | 2018年8月17日 | 1DNT04    |
| ウーナ女王のハッピーになれるドラッグことヘビの毒消しを盗み飲んだビーンとエルフォとルーシーは、性別に中立な立場の泥棒のギャングに遭遇し、仲間に入らないかと誘われる。ルーシーにそそのかされ、ビーンは先祖の墓に侵入して貴重品を盗むが、泥棒達に裏切られて捕まる。大臣オドヴァルの提案で、ゾグ達はビッグ・ジョーというエクソシストを雇ってビーンから悪魔を取り除くことにする。ルーシーは誰からも猫だと思われていて、ビーンのパーソナル悪魔であることに気付かれない。ビッグ・ジョーはなんとかルーシーを封印して去る。ビーンは悪魔から離れて清く平和な気持ちになるが、エルフォはルーシーが他の悪魔達と一緒に火山に投げ込まれる前に救出しなければならないと彼女を説得する。ビーンとエルフォは、再会した泥棒達から貴重品を回収し、ビッグ・ジョーに追い付き、彼の腕を切断して火山に投げ込む。ルーシーを救出した後、エルフォが誤ってビッグ・ジョーの馬車を山の上から転落させてしまったことで、他のすべての悪魔が世界に解き放たれる。 |             |                                                                                             |                   |                                |               |           |
| 4 | 4           | "「血塗られたパーティー」（原題："Castle Party Massacre"）"                                 | David D. Au       | Jeff Rowe                      | 2018年8月17日 | 1DNT05    |
| 王女としての地位と評判のせいで、ビーンは誰とも本当の関係を持つことができないという事実に不満を抱く。ゾグは毒の噴水を飲むことになり、ウーナによってスタッフみんな彼女の言いなりだというスパに連れて行かれ、そこでチャズという名前の従業員から拷問を受ける。その間、城の住人たちはパーティーを開く。 ビーンはパーティーで誰かと親密になろうとするが、エルフォはこの機会を利用して自分の本当の気持ちを彼女に伝えたいと考える。突然パーティー会場にヴァイキングが乱入するが、ビーンはヴァイキングのリーダーのスヴェンに惹かれる。不愉快に思ったエルフォがスヴェンにビーンが王女であることを暴露すると、スヴェンはドリームランドを乗っ取り、ビーンを自分のものにするという本当の意図を明らかにする。3人組はスヴェンを騙して毒の噴水を飲ませ、ヴァイキングたちを撃退する。彼らはゾグの帰還に間に合うようにパーティーの痕跡を片付けることができたが、ゾグは煙突から切断された体の部分を見つけて怒る。 ビーンとエルフォとルーシーは揃って静かに日の出を眺める。 |             |                                                                                             |                   |                                |               |           |
| 5 | 5           | "「処刑人プリンセス/キル！キル！」（原題："Faster, Princess! Kill! Kill!"）"                | Ira Sherak        | Reid Harrison                  | 2018年8月17日 | 1DNT06    |
| パーティーの後、ビーンは父によって修道院に送られるもすぐに追い出され、役立たずとののしられる。その後、ビーンはメイドのバンティとその夫スタン、彼らの大勢の子供たちと会う。生計を立てるため、ビーンは死刑執行人兼拷問係であるスタンの見習いとなる。一方、エルフォはバンティのもとで赤ん坊扱いされるのに嫌気がさして森に逃げる。ビーンはグウェンという精神異常の魔女に同情するあまり、処刑をためらい、王国を去る。彼女とルーシーは、エルフォの足跡を見つけ、彼が今、人食いのヘンゼルとグレーテルが住むキャンディーハウスにいることを知る。2人はエルフォを救うために駆け付け、ビーンは正当防衛としてキャンディーの斧で人食い兄妹を殺す。兄妹にかけられていた呪いが突然解けて喜ぶグウェン。ゾグはビーンに「たぐいまれな子育てが、お前を無価値で出っ歯なぐうたらから、笑顔の美しい冷酷な死刑執行人にした。誇りに思うぞ」と伝え、ビーンは「今度私の出っ歯のことを言ったら脊椎を齧ってやるからね」と脅した。 |             |                                                                                             |                   |                                |               |           |
| 6 | 6           | "「いざ沼の国へ」（原題："Swamp and Circumstance"）"                                        | Albert Calleros   | Eric Horsted                   | 2018年8月17日 | 1DNT03    |
| エルフォとルーシーとつるむビーンは堕落する一方。ゾグはビーンに十分な役割を与えていないと感じ、家族でウーナと息子のデレクの故郷であるダンクマイアに旅行する間、彼女を大使に任命する。到着後、一家はダンクマイア人の風変わりな習慣に直面する。ダンクマイア人は運河建設を巡ってドリームランド人と何年も戦争をしており、ゾグとウーナの結婚により終戦を迎えた。ビーンがうまく立ち回っていることに感銘を受けたゾグは、宴会でスピーチをするよう命じる。ところが、いいスピーチを思い付くようにとルーシーがビーンの飲み物を酒とすり替えたせいで、宴会に酔って現れた彼女は自分と家族に恥をかかせ、ダンクマイア人を怒らせて家族ごと追い出される。ウーナは無事に帰路についたが、ゾグとデレクは原住民に捕らえられ、ビーンとエルフォとルーシーに救出される。ゾグはついにビーンを誇りに思っていることを認め、娘に参加を禁じていた祭り・ヘイマンに行くことを許可した。 |             |                                                                                             |                   |                                |               |           |
| 7 | 7           | "「大きな恋の物語」（原題："Love's Tender Rampage"）"                                       | Peter Avanzino    | Jeny Batten & M. Dickson       | 2018年8月17日 | 1DNT07    |
| 酔っ払って失神している間、ビーンとエルフォとルーシーは疫病パトロールに拾われ、死体置き場に投げ込まれる。生きたまま燃やされかけ、エルフォは最期にビーンにキスしようとするが拒絶される。なんとか抜け出した後、エルフォは背が高く赤い髪で片目のガールフレンドがすでにいるからと意地を張ってキスのことをなかったことにしたがる。3人は麻薬の店に入り、酩酊状態にある間、ビーンはエルフォのガールフレンドを見たと言い張る。王国騎士団に探しに行かせると、テスと言う名の巨人を連れてくる。テスは家から連れ去られたことに腹を立てていたが、本物の目を貰うことを条件に、エルフォがついた嘘につき合う。エルフォから眼球として真実を映す水晶玉を与えられたテスは、突然みんなの真実を見ることができるようになる。その結果、エルフォはビーンに真実を伝え、事故で起こった火事に暴徒化した国民はトリオとテスを追いかける。麻薬の店を利用して暴徒を遠ざけ、テスはエルフォに腹を立てたまま去り、ビーンとエルフォはついにキスをする。 |             |                                                                                             |                   |                                |               |           |
| 8 | 8           | "「永遠の命を求めて」（原題："The Limits of Immortality"）"                                 | Brian Sheesley    | Patric Verrone                 | 2018年8月17日 | 1DNT08    |
| パレード中にエルフォが何者かに誘拐され、ビーンは彼を見つけなければとゾグに詰め寄る。偶然にも、ソルセリオはグウェンのキャンディーハウスの焼け跡から本を見つけ、不老不死の薬の秘密がエタニティーペンダントと呼ばれる小瓶と関係していることをつきとめ、ビーンやルーシーと共に探しに行く。グウェンは不老不死の薬を手に入れたことを認めるが、洞窟の隠者となっている彼女の元夫マルファスのもとへ導いてくれるよう頼む。マルファスは一行を「世界の果て」に導き、そこでトランスジェンダーのグリフォンに遭遇する。グリフォンはエタニティーペンダントを何年も前に幻の都市クレモラの王に与えたという。そこへエルフォ誘拐の犯人ビッグ・ジョーが現れ、エタニティーペンダントを巡り一行と争うことになる。砂漠の真ん中に失われた都市クレモラを見つけ、ビッグ・ジョーと彼の部下ポーキーがマルーから送り込まれた騎士を相手にしている間、ビーン達はなんとか小瓶を見つけることができ、クレモラの遺跡と共にビッグ・ジョーを砂に埋めて逃げる。一方、計画がうまくいって喜ぶベッキーとクロイドとジェリーは、ドリームランドの最後に乾杯する。                                             |             |                                                                                             |                   |                                |               |           |
| 9 | 9           | "「エルフォのすべて」（原題："To Thine Own Elf Be True"）"                                  | Frank Marino      | Shion Takeuchi                 | 2018年8月17日 | 1DNT09    |
| 3人はペンダントを持って冒険から戻り、エルフの血を使って不老不死の薬を完成させようとするが、ペンダントはまだ機能しない。専門家の鑑定により、エルフォが真のエルフではないことが判明し、ドリームランドから追放される。オドヴァルはビーンとルーシーがエルフォを探しに行くことを許可し、密かに騎士団と共にその後をつけていく。 エルフォと再会したビーンとルーシーは、彼の親族と会うためにエルフの森に向かう。ビーンとルーシーがエルフ達と親交を深めている間、エルフォは父親からハーフエルフであることを知らされるが、ゾグの部下の到着により、自らの出自の一部しか知ることができなかった。3人はエルフ達とともに、残りの軍隊が到着する前に騎士を撃退し、エルフの森を封鎖するが、エルフォが矢に貫かれて死亡してしまう。悲しみに暮れるビーンにゾグは、不老不死の薬に執着していたのは自分のためではなく、毒で石に変えられたビーンの母親、ダグマーを復活させるためだったと明かす。エルフの森で少量の本物のエルフの血を手に入れていたビーンは、エルフォよりもダグマーのためにペンダントを使うことにする。                                                                    |             |                                                                                             |                   |                                |               |           |
| 10 | 10          | "「ドリームランド危うし」（原題："Dreamland Falls"）"                                       | Wes Archer        | Bill Oakley                    | 2018年8月17日 | 1DNT10    |
| ダグマー王妃の復活に、有頂天となったゾグを筆頭に王国中が喜びに沸く。ウーナはすぐさまダグマーに嫌悪感を抱き、女王たる自分の立場を主張する。国を挙げてのエルフォの葬式の場で、ダグマーとウーナはクイーンファイトを始め、はずみでエルフォの死体が川に流されてしまう。逃亡したウーナはオドヴァルと何らかの取引をし、ゾグはデレクを「安全」のため塔に閉じ込める。ダグマーはビーンと一緒に一日を過ごし、ビーンは王国の鍵を握る運命にあると言い聞かせる。王国の住人が一人ずつ石に変わる怪事が起こり、犯人と疑われたウーナはゾグたちに追いかけられる。ダグマーはビーンを秘密の図書室に連れて行く。ルーシーはゾグに、テスが真実がいつも見えるのは辛すぎると返却した水晶玉で過去の出来事を見せる。これにより、ダグマーは夫のゾグを石に変えようとして、自ら毒を飲んでいしまったことが判明する。ダグマーは図書室からドリームランド全体に大量の毒を流し、ゾグとデレクを除くすべての人を石に変える。ダグマーとビーンは一緒にボートに乗って逃げ、ルーシーはダグマーの関係者に捕らえられる。クレジット後のシーンで、エルフォの死体が岸に打ち上げられ、何者かによって回収される。 |             |                                                                                             |                   |                                |               |           |

### パート 2 (2019)
| 通算 話数 | No. in part | タイトル                                                       | 監督                   | 脚本                               | 公開日        | 製作 番号 |
| --- | ----------- | -------------------------------------------------------------- | ---------------------- | ---------------------------------- | ------------- | --------- |
| 11 | 1           | "「予言の娘」（原題："The Disenchantress"）"                   | Albert Calleros        | Shion Takeuchi                     | 2019年9月20日 | 1DNT11    |
| 全国民が石にされたドリームランドにて、ゾグは生存者を探す。ウーナはビーンに警告するためにダグマーのボートに乗り込むが、ダグマーによって海底に沈められる。その際エタニティーペンダントをダグマーの首から引き千切っていく。 ビーンとダグマーは、ベッキーとクロイドが待つマルーに到着する。彼らは実はダグマーの弟妹であり、彼らの手下ジェリーも弟だという。ダグマーはビーンに、ゾグはマルー王家が殺人と狂気の歴史を持っているのでビーンを行かせたがらなかったと言う。ビーンは徐々にベッキーとクロイドを疑うようになり、ジェリーの助けを借りて不吉な陰謀を発見する。それは実母がドリームランドを石に変えた張本人であり、自分が悪魔の予言を果たすために生まれたという恐ろしいものだった。 ビーンは、ダグマー、クロイド、ベッキーに追いかけられて逃げ込んだ地下室でルーシーを見つける。ダグマーから逃げるとき、ビーンは誤って地下室を爆破してしまう。何でも見せてくれる炎を使ってエルフォが天国にいることを知った2人は、再会できるように文字通り「地獄に落ちろ」と彼に伝える。ルーシーは地獄への階段を開く。爆破から逃れたダグマーがビーンと格闘するが、ジェリーによって気絶させられる。ジェリーはダグマーから受けた傷がもとで死亡する。 ビーンとルーシーは地獄へと向かう。 |             |                                                                |                        |                                    |               |           |
| 12 | 2           | "「地獄への階段」（原題："Stairway to Hell"）"                 | Dwayne Carey-Hill      | David X. Cohen                     | 2019年9月20日 | 1DNT12    |
| ゾグは豚にされたままのマーキマーと再会するが、マーキマーは城を略奪しに来たボザックに攫われる。マーキマーが焼かれる際のベーコンの匂いでゾグは勇気と力を取り戻し、ボザックを皆殺しにする。一方、天国にいるエルフォはビーンとルーシーの「地獄へ落ちろ」というメッセージを受け取り、地獄へ落とされるため神を怒らせようとするが、神は面白がるばかりであるでうまくいかない。エルフォが天国に来た新人ジェリーを侮辱すると、神はやっと怒って彼を地獄に送る。地獄に到着したビーンとルーシーはエルフォも無事に落とされたことを知るが、エルフォは拷問を受けるためにどこかに送られる。エルフォの居場所を探して「死者の書」を調べていると、ルーシーの上司である闇の魔王アズモディアムに見つかってしまう。ルーシーはビーンとエルフォをだまして地獄に来させたことを明かし、アズモディアムは報酬として彼を昇進させる。 ビーンとエルフォは一緒に拷問され、ビーンがエルフォより母親を復活させることを選んだときの映像を繰り返し見させられる。エルフォはビーンが母親を選んだことに激怒し悲嘆に暮れるが、ビーンはそれが彼女の人生で最悪の間違いだったと弁解する。お互いとルーシーを罵る2人のもとに、ルーシーが救助に来て、地獄から出るためには昇進して翼を手に入れる必要があったことを明かす。3人ははアズモディアムと対峙し、ルーシーは再び友人を裏切りさらに高レベルの悪魔に昇進する。それと同時に新たに手に入れた力を使って、悪魔の永遠の命を失うこと覚悟で友人を救う。3人は火山を通って地獄を脱出し、ルーシーは翼を失う。すぐさまエルフォの体を見つけ、復活させるために魂を入れる。神とジェリーが天国から見守る中、3人は幸せに抱き合う。 |             |                                                                |                        |                                    |               |           |
| 13 | 3           | "「海賊のさがしもの」（原題："The Very Thing"）"               | Frank Marino           | Andrew Burrell                     | 2019年9月20日 | 1DNT13    |
| ビーンとエルフォとルーシーは、人魚の島にいることに気付く。夜を過ごし、スパトリートメントを受けた後、3人は島に残されたボートに乗って出発する。エルフォはまだ自分よりダグマーの命が選ばれたことにショックを受けていたが、ひとまずはその感情を脇に押しやることにする。ついにドリームランドに到着すると、娘に裏切られたと信じ込んでいるゾグから岩を投げられる。一方、ウーナはやる気がない船長が率いる何もしない海賊に助けられ、海賊達に海賊らしく近くの船を攻撃するように促し、船長がリーボという名のエルフであることを知る。やっとゾグの誤解を解くことができたビーンは、今や海賊となったウーナとも再会する。海賊達はドリームランドに宝物を要求し、見返りにエタニティーペンダントを渡す。ボザックに略奪されて宝物などなく、困ったゾグはエルフォにリーボを騙し打ちするよう命じる。地下牢でリーボは彼の興味をそそる何かを発見し、同じエルフとして尊敬する者に手出しできないエルフォはゾグの計画を明かす。リーボはゾグが今まで虐げていたエルフの森のエルフ達へ謝罪することと引き換えに、石化したドリームランド人を助けることに決め、エルフ達の血を使ってドリームランドを復活させる。ゾグとウーナは離婚することに決め、ずっと塔に閉じ込められていたデレクはやっと解放される。離婚によってかえってゾグと仲良くなったウーナは新しい海賊船長となり、ドリームランドを去る。 |             |                                                                |                        |                                    |               |           |
| 14 | 4           | "「恋に落ちたゾグ王」（原題："The Lonely Heart Is a Hunter"）" | David D. Au            | Ben Ward                           | 2019年9月20日 | 1DNT14    |
| ビーンは、ダグマーが訪ねて来て部屋の棚にあるオルゴールを鳴らす夢を見続けることにうんざりし、謎の夢の手がかりを探して城中に散らばるマルー王国のシンボルを見つける。彼女は洞窟にたどり着くが、オルゴールの音がして恐怖で逃げ出し、自室のオルゴールを放り投げて壊す。エルフの森のエルフ達は、ドリームランド内の「エルフ横丁」に移り住むことにして、エルフォはキッシーと再会する。キッシーがルーシーに興味津々なことが悔しいエルフォは、キッシーはルーシーに気があるふりをしているだけだとルーシーに言い聞かせる。結局、キッシーはルーシーや他の大勢のボーイフレンド達とのデートを経て、誰よりも自分自身を愛していることに気付き、ルーシーと別れる。ゾグは自分の不幸な恋愛人生を悲しみ、狩りに行くことにし、そこでクマから人間に変身するセルキー族のウルスラに出会う。野性的な彼女に惹かれて、苦い顔をするオドヴァルをものともせず、ゾグはウルスラをドリームランドに迎え、一緒に一日を過ごし、セックスをする。ウルスラが森に戻りたがっているのを知ったゾグは、クマの毛皮を隠してしまうが、城の生活を続ける彼女がどれほど不幸であるかを見て、毛皮を返す。ウルスラはゾグに感謝し、森へ帰って行った。深夜、眠っていたビーンはオルゴールの音で目が覚める。壊したはずのオルゴールが元に戻っている。 |             |                                                                |                        |                                    |               |           |
| 15 | 5           | "「エルフたちを救え」（原題："Our Bodies, Our Elves"）"        | Wes Archer             | Adam Briggs (rapper)               | 2019年9月20日 | 1DNT15    |
| 年に一度の「洗濯の日」に、ドリームランドのエルフ達は汚れた残り水を摂取してしまい病気になる。彼らは会議を開き、エルフの父パパ・エルフォから、どんな病気も治すことができるが、人食い鬼が所有しているレジェンドベリーという果実についての話を聞く。彼らは「ハンサムな」ウェイド・ブロディ・ジュニアというボランティアを獲得し、エルフとビーンはウェイドの冒険に加わり、ルーシーはエルフ達を「看病する」ために留まる。ジャングルを旅している間、エルフォはウェイドが詐欺師であり、臆病な少年向けの本からほら話を盗み自分の武勇伝にしていることを知る。船がブドウの木に襲われたとき、ウェイドはビーン達を見捨てて逃げる。エルフォとビーンは人食い鬼の村に辿り着くが、そこでウェイドは捕えられ殺されていた。エルフォはなんとか人食い鬼達をやっつけ、囚われたビーンを救出する。２人がレジェンドベリーの木を見つけると、人食い鬼の女王が現れ、密かに２人に手を貸してベリーを集めさせ、逃げるための秘密の通路を教える。2人が去った後、女王はエルフォの名前に心当たりがある様子を見せる。横丁に帰還したエルフォとビーンはベリーを使ってすべてのエルフを癒す。パパ・エルフォはエルフォの大学の学費を盗んだのは自分だったと息子に明かす。 |             |                                                                |                        |                                    |               |           |
| 16 | 6           | "「ドリームランド強盗計画」（原題："The Dreamland Job"）"      | Ira Sherak             | Jeny Batten & M. Dickson           | 2019年9月20日 | 1DNT16    |
| 酒浸りの生活を改めさせるためと、ゾグの命でビーンは樽に入れられて晒し者にされる。怒れるビーンはゾグがエルフ達に過大な税金を課していることを知ってさらに憤慨する。ビーンの「いっそ誰かが城の金を盗んだらいい」という言葉を耳にしたグリフトというエルフが、強盗計画を持ち掛ける。グリフトはサーカスを所有しており、ゾグの金庫から金を盗み出した暁にはそのすべてをエルフ達に返還すると約束する。一方、ルーシーは行きつけのバーのオーナーとなり、店名を「ルーシーの地獄」に変える。 ビーンは強盗計画のために、ゾグにエルフサーカス団を城に招くよう説得する。サーカスの公演を見て感心したゾグはエルフに重課税するのは間違っていたことを認め、金を返すことに決める。うまく盗み出した後で、ビーンはグリフトから彼と彼のサーカス団員が本当はトロールであり、エルフのことはどうでもいいと明かされ裏切られる。ビーンとエルフォはトロール達を追いかけたが、手遅れだった。幸いなことに、彼らの計画に気付いていたルーシーが、金とチョコレートコインを入れ替えていた。 トリオが金を返すと、エルフ達はゾグを称賛した。 |             |                                                                |                        |                                    |               |           |
| 17 | 7           | "「ぬるぬるの愛に抱かれて」（原題："Love's Slimy Embrace"）"   | David D. Au Ira Sherak | Eric Horsted                       | 2019年9月20日 | 1DNT17    |
| 退屈な日の夜、ゾグは友人デューク公爵を夕食に招待する。トリオは客人と同席するよりバーに行った方がまし、と抜け出す。ひとりぼっちで寂しいデレクが追いかけてくるが、弟につきまとわれたくないビーンは去るように言う。ビーンは、王位継承者でありうるさいガキんちょである異母兄弟に対して、常にある程度の敵意を持っていた。デレクはがっかりして浜辺へ向かい、そこでスライミーと名付けた小さな片目のタコと出会う。ゾグは、デュークが痛風を患っていることを知る。デューク曰く、痛風は裕福な王様がかかる病気で、成功者の証だという。ゾグは病気にかかるためにルーシーに協力を仰ぎ多くの不健康なものを接種するが、再訪問したデュークから痛風は悪化すると足を切断することになると知らされ、実際に見せつけられる。４日間デレクに世話をされたスライミーはサイズが大きくなり、デレクがエルフォと遊んでいるのを目撃した後、人々を殺し始める。彼はデレクを攫い、ビーンとエルフォが救出に向かう。２人はなんとかデレクを見つけてモンスターの島を脱出した。自分を嫌っていたはずの姉に助けられたデレクは、「ぼくのこと大事なんだね？ぼくの死を望んでるのかと思ってた」と驚き、ビーンは「どっちも本当かも」と答える。 |             |                                                                |                        |                                    |               |           |
| 18 | 8           | "「ビーン、劇作家デビュー?!」（原題："In Her Own Write"）"     | Ira Sherak             | Bill Oakley                        | 2019年9月20日 | 1DNT18    |
| ビーンはダグマーが現われる悪夢を見続けている。ゾグ曰く、王国がドリームランドと呼ばれる理由は、城に夢や悪夢に影響を与える不思議な力が存在するためであり、それらを克服する必要があるという。ビーンは夜中に外出して、カフェ「ジッタリー」を見つける。従業員のミリは、ビーンに作家となって自分の気持ちを文字通り書き留めるようアドバイスする。ルーシーのサポートを受けて、ビーンはこれまでの人生のことを書き始め、マーキマーやエルフォ達はそれを戯曲にするのはどうかと提案する。書き上げて劇場へ持ち込んだビーンは、女性が演劇に携わることを許可されていないと知ってショックを受ける。マーキマーが代わりに持ち込むと、作者として認められる。彼はビーンに戯曲の売上金を支払うが、彼女はまだ仕打ちに腹を立てている。オドヴァルと女司祭からその戯曲の上演を知らされたゾグはそれを観劇することに。ビーンはジッタリーに立ち寄り、彼女の人生について話し言葉で説明する。自分を侮辱した内容の戯曲に腹を立て、劇場を去りカフェに立ち寄ったゾグはそれを聴く。父と娘は、ダグマーの裏切りについて話し合い、一緒に家に帰ることにする。 |             |                                                                |                        |                                    |               |           |
| 19 | 9           | "「偉大なる科学の力」（原題："The Electric Princess"）"        | Edmund Fong            | Jamie Angell                       | 2019年9月20日 | 1DNT19    |
| トリオがエルフ横丁にいると、ドラゴンが現れて町に火を放ち始める。ビーンと騎士団はドラゴンに矢を放ち追いかける。ドラゴンは、スカイバート・ガンダーソンという男が操縦する巨大な飛行船だった。スカイバートは捕らえられ、科学について無知なドリームランドの者達は彼が魔法使いであると信じ込み、彼を投獄する。好奇心旺盛なビーンは牢に侵入し、スカイバートが仲間と連絡を取るためのラジオを作る手伝いをする。２人は潜水艦に逃げ込み、彼の母国であるスチームランドへ向かう。スカイバートは家に着くとビーンに家から一歩も出ないように言うが、彼女は抜け出して奇妙な国スチームランドを探索する。彼女はスカイバートの職場に辿り着き、彼とその同僚がゾグを倒そうと計画していることを知る。ビーンは飛行船に逃げ込み、スカイバートと争い、彼をノックアウトして彼のバッグを持ち去る。飛行船を操縦してドリームランドに帰ると、ゾグに陰謀について伝えようとするが、言い争ううち「ドラゴンの笛」の誤射によりゾグが弾丸を受けて倒れてしまう。 |             |                                                                |                        |                                    |               |           |
| 20 | 10          | "「ビーン王女危うし」（原題："Tiabeanie Falls"）"              | Peter Avanzino         | Patric M. Verrone & Josh Weinstein | 2019年9月20日 | 1DNT20    |
| ゾグが治療のために連れ去られると、オドヴァルと女司祭はビーンが王を「暗殺」しようとしたと主張する。デレクが王位に就き、オドヴァルが摂政となる。国中にビーンは魔女であると広めさせ、オドヴァルは王国の乗っ取りを実行し始める。デレクは病気のゾグにアドバイスを求めに行き、「自分の心に耳を傾けるように」と言われる。裁判では、ルーシーはビーンの弁護士を務め、証人は全員、ビーンが彼らに魔性的な影響を与えたと証言する。エルフォはビーンが地獄から助け出してくれた話をしようとするが、彼の貧弱な説明により誰もがビーンは魔女であると信じてしまう結果に。デレクは決定を下すのを後回しにする。ビーンに同情的な処刑人のスタンはトリオを牢から逃がし、３人はゾグのもとへ行き弾丸を取り除く。その姿を目撃され現行犯として捕らえられて、火あぶりにされる。火をつけるのをためらうデレクに代わりオドヴァルが点火。ルーシーは最後に自分が不死を失ったことを打ち明ける。「地獄で会おう」と覚悟を決めた時、いきなり火刑台下の地面が崩れ、トリオはカタコンベの上に落下する。トロッグと呼ばれる地下の人々に「友よ」と囲まれ、例のオルゴールの音と共にダグマーが現われる。 |             |                                                                |                        |                                    |               |           |

### パート 3 (2021)
| 通算 話数 | No. in part | タイトル                                                                   | 監督                                | 脚本                              | 公開日        | 製作 番号 |
| --- | ----------- | -------------------------------------------------------------------------- | ----------------------------------- | --------------------------------- | ------------- | --------- |
| 21 | 1           | "「ホームシック・ブルース」（原題："Subterranean Homesick Blues"）"        | Brian Sheesley                      | Ken Keeler & Patric M. Verrone    | 2021年1月15日 | 2DNT01    |
| ダグマーは、ビーンとエルフォとルーシーをトロッグの家に迎える。ダグマーから逃げたいと思うビーンだが、複雑なトンネルはそれを妨げ、しぶしぶとどまることにする。ビーンは母親が何をしているのか疑問に思い、エルフォはトリクシーという名のトロッグと親しくなる。ゾグは怪我から回復し始めるが、オドヴァルと女司祭はペンダーガストに、王が完全に死なない場合、気が進む進まないにかかわらず、王を殺すように言いつける。悪役たちはデレクを使って自分たちの法律を施行したいと考えるが、マーキマーの提案で、デレクは自分のルールを作ることにする。トンネルを利用してエルフォは城に忍び込み、ビーンが生きているとゾグに知らせることに成功する。 父親がまだ生きていることを知って上機嫌になったビーンは、ダグマーを喜んで受け入れる。その深夜、ビーンは洞窟の中を探索し、ダグマーがトロッグの脳みそを生きたまま食べている場面を目撃してしまう。ゾグはペンダーガストと共謀して、棺桶に入って城から脱出する計画を立てる。しかし、女司祭はペンダーガストを殺し、棺桶に入ったゾグを生き埋めにする。 |             |                                                                            |                                     |                                   |               |           |
| 22 | 2           | "「あなたがビーン」（原題："You're the Bean"）"                            | Edmund Fong                         | Jameel Saleem                     | 2021年1月15日 | 2DNT02    |
| ダグマーの秘密が明らかになった後、ビーンとエルフォとルーシーは牢に入れられ、そこで今や囚人となっていた海賊リーボに遭遇する。トリクシーの助けを借りて脱出したトリオは、ビーンとダグマーの類似性を利用する計画を考案する。ビーンはダグマーの服を着て、エルフォがマッサージ師としてダグマーの気をそらしている間、トロッグの助けを得ようとする。しかし、ダグマーが詐欺師であることをトロッグに納得させることはできたが、策略はダグマーにばれてしまう。一方その頃、棺桶の中で死を覚悟していたゾグは、突然トロッグに盗掘されて捕らえられ洞窟に逃げ込み、ビーン達と再会する。ゾグを抱き締めたことでトロッグにも演技がばれてしまったビーン達は逃げ出そうとするが、トロッグが「救世主」として崇める光のシンボルを作り出すことに成功する。そしてビーンはトロッグにダグマーを放り出すように命じるが、ダグマーは逃げ出し、他の者も洞窟を去る。一方、地上ではセイウチがゾグの影武者としてベッドに寝かされ、デレクはオドヴァルと女司祭の意向に反してオリジナルの法令を作り始めている。デレクは自分の部屋のベッドの下から、ドリームランド歴代の王たちの秘密の歴史が書かれた本を見つける。最後の数ページが切り取られているその本を、オドヴァルも気にかける。その深夜、オドヴァルと女司祭はビーンと仲間達が洞窟から這い上がってくるのを目撃する。 |             |                                                                            |                                     |                                   |               |           |
| 23 | 3           | "「ビーンよ銃をとれ」（原題："Beanie Get Your Gun"）"                      | Ira Sherak                          | Liz Suggs                         | 2021年1月15日 | 2DNT03    |
| デレクはドリームランドに戻ったビーンとゾグを歓迎する。デレクはビーンを許し、王冠をゾグに返す。 ゾグの不安定な様子はいくつかの懸念を引き起こし、ビーンはその原因を調査しようとする。その間、デレクは城から締め出され、友達を作ろうとするが、妖精サガサに出会うまで、騙されやすさのために利用されることになる。サガサとその妖精の友達はデレクにいくつかの知恵と世渡りのコツを教える。ビーンはペンダーガストの首無し死体を彼のロッカーで見つける。死体には鎧を貫いて銃弾が残っていた。ビーンは水晶玉とミス・ムーンペンスの助けを借りて、城で銃を探し回る。オドヴァルの地球儀の中に銃を発見したビーンは、地球儀ごと持ち出して自分の部屋に隠す。デレクはサガサを連れてドリームランドに戻り、ゾグの祝福を受けた後、サガサとの結婚式を開くことにする。式典の最中、デレクは女司祭の袖に隠された銃に気づき、結婚式を中止する。 女司祭はバイクで逃亡し、スチームランドへの地図を落としていく。 |             |                                                                            |                                     |                                   |               |           |
| 24 | 4           | "「スチームランド・コンフィデンシャル」（原題："Steamland Confidential"）" | Crystal Chesney-Thompson & Ed Tadem | Bill Odenkirk                     | 2021年1月15日 | 2DNT04    |
| ビーンとエルフォは女司祭を追いかけ、ルーシーは神経が衰弱したゾグに付き合ってドリームランドにとどまる。スチームランドに到着すると、ビーンはガンダーソンの工場に潜入して女司祭を見つけ、エルフォは高級な探検家クラブに連れて行かれ、自分が過去に体験したことを語って「探検探求連盟」の探検家達に感銘を与える。工場でビーンは従業員のゴーディという男に出会う。ゴーディの正体は会社の創設者であるアルヴァ・ガンダーソンで、ドリームランドの魔法と呼ばれる強力な力を手に入れるために取引をしたいと言う。アルヴァはパート２で弟のスカイバートをドリームランドに送り、ビーンをスチームランドに誘導するために女司祭を雇ったが、女司祭の殺人行為は自分の指示ではないと否定し、彼女をどこかへ連行した。その際、女司祭はビーンにアルヴァを信用するなと警告する。探検探求連盟では、見せ物小屋を所有するP・T・マクギーがエルフォをコレクションに加えようと連れて行くまで、他の常連客はエルフォに感銘を受けていた。 |             |                                                                            |                                     |                                   |               |           |
| 25 | 5           | "「見せ物小屋は大騒ぎ」（原題："Freak Out!"）"                             | Raymie Muzquiz                      | Josh Weinstein                    | 2021年1月15日 | 2DNT05    |
| 翌朝目を覚ましたビーンは、アルヴァから手紙を受け取る。手紙を開くと、２人が橋の上でキスしている画像が表示される。ビーンは逃げ出し、アルヴァは彼女を取り戻すためにできる限りのことをする。ビーンはそれから、見せ物小屋に捕らえられて、隣の檻のイーディスという生首だけの予知能力者と恋に落ちているエルフォを見つけようとする。 ビーンは最終的にエルフォを見つけ、見せ物小屋に捕えられていた全ての者を解放する。イーディスを救いに行ったエルフォは現れた興行主マクビーに首を絞められるが、実は首から下の体を持っていたイーディスによって助けられる。イーディスはエルフォに、自分は呪いをかけられていて自分に恋をした人は誰でも恐ろしい運命に遭遇するので、一緒にいることはできないと言う。埠頭にはアルヴァが送り込んだたくさんのロボットが待ち受け、ビーンとエルフォを追い詰める。ビーンは「魔法なんて使えない」と叫ぶが、その瞬間に指から稲妻が飛び出し、スチームランドを停電に陥れる。一方、ドリームランドのゾグはクレイジーな振る舞いがひどくなる。 |             |                                                                            |                                     |                                   |               |           |
| 26 | 6           | "「ラスト・スプラッシュ」（原題："Last Splash"）"                          | Lauren MacMullan & Jeff Myers       | Deanna MacLellan & Michael Saikin | 2021年1月15日 | 2DNT06    |
| エルフォとビーンは逃げる途中で、見せ物小屋に残っていたモーラのことを思い出し、引き返して彼女を水槽から救い出し、蒸気船でかろうじて逃げ出す。途中、エルフォは蒸気船との奇妙な関係を開始し、ビーンは人魚のモーラと距離を縮める。彼らはマーメイド・アイランドに流れ着き、そこでモーラはビーンを家族に紹介し、歌や性交を含むロマンチックな夜を共に過ごす。翌日ビーンが目を覚ますと、首にかけておいたモーラがくれたネックレスが見当たらず、前日に起こったことはすべて夢だったのかと茫然として、エルフォと一緒に砂浜を歩いて行く。エピソードの最後のショットには、岸に打ち上げられたネックレスが映っており、モーラとの経験が本物であったことがわかる。 |             |                                                                            |                                     |                                   |               |           |
| 27 | 7           | "「不吉な月夜」（原題："Bad Moon Rising"）"                                | Dwayne Carey-Hill                   | Liz Elverenli                     | 2021年1月15日 | 2DNT07    |
| ビーンはドリームランドに戻り、モーラとの幻覚のような経験を愛情を込めて振り返りつつも失恋の痛手に苦しむ。ドリームランドに残っていたウーナはビーンを慰める。２人はオドヴァルと王立評議会のメンバー達がゾグに対して陰謀を企てているのを耳にする。ビーンはルーシーとエルフォに王国を守るために軍隊を編成するように言いつけ、ウーナも加わってオドヴァル達の計画を弱体化させようとする。ウーナとビーンの計画は裏目に出て、ゾグの精神はさらに壊れてしまう。 |             |                                                                            |                                     |                                   |               |           |
| 28 | 8           | "「ピッグ・スペンダー」（原題："Hey, Pig Spender"）"                       | Brian Sheesley                      | Abe Groening                      | 2021年1月15日 | 2DNT08    |
| マーキマー王子は、第１シーズンの初めに豚と入れ替わって以来、ずっと落ち込んだ気分でいる。一方、葉と泥で覆われた恐ろしい怪物が、ドリームランドの郊外の貧しい村人を恐怖に陥れる。ビーンは調査に赴き、怪物がマーキマー（中身は豚）であることを発見する。ビーン達は、中身は豚のマーキマーと、会話要員の中身はマーキマーの豚を連れて、お金と武器を手に入れるためベントウッドのマーキマーの両親に彼を返しに行く。マーキマーは王子としての地位を再び確立したがるが、誰も、両親にさえも気にかけられていなかったことを知って悲しむ。中身は豚の人間マーキマーは、いつの間にか知性を発達させ、クーデターを起こしてベントウッドを乗っ取り、ビーンとルーシーとエルフォを金で溺れ死にさせようとする。中身は人間の豚マーキマーは良心を起こし、トリオを救う。４人が人間マーキマーを殺してドリームランドに戻ると、ゾグの状態は悪化していた。その後、ビーンとウーナはオドヴァルをスパイし、秘密組織がゾグを殺そうと企んでいると確信する。 |             |                                                                            |                                     |                                   |               |           |
| 29 | 9           | "「ゾグ王はご乱心」（原題："The Madness of King Zøg"）"                    | Edmund Fong                         | Patric M. Verrone                 | 2021年1月15日 | 2DNT09    |
| 謎の緑の煙がドリームランドに近づいている上に、父親のゾグは錯乱してまともな言葉を発することもできなくなり、心配事が尽きないビーン。ゾグはなんとか腹話術人形を介して恐怖と不安を表現し、コミュニケーションを取るという方法を見つける。ついにゾグはビーンに王国を任せると決心するが、ビーンは自分に王国を支配する能力があるかどうか心配する。 |             |                                                                            |                                     |                                   |               |           |
| 30 | 10          | "「ビーン女王危うし」（原題："Bean Falls Down"）"                          | Ira Sherak                          | Jameel Saleem                     | 2021年1月15日 | 2DNT10    |
| 王にふさわしくないと見なされたゾグが治療のためチャズに連れ去られた後、ビーン王女は王冠をかぶりビーン女王となる。怪しい緑の煙の主、ビッグ・ジョーとそのあまり知られていない部下であるポーキーが城に到着し、ビーンとエルフォとルーシーにしたことを償いたいと言い出す。ビーンは、変わったと主張するエクソシストを信用せず、彼を地下牢に閉じ込める。ビッグ・ジョーとつるみたいオドヴァルはビーンの姿勢を厄介に思う。その直後、人食い鬼達が現われて、エルフォの身柄を引き渡すよう要求する。エルフォを引き渡せば丸く収まるという他のみんなの希望に反して、ビーンはエルフォを匿い、王国中から掻き集めたビール樽を食らわせることによって人食い鬼をかわそうとする。しかし人食い鬼の数が多すぎて、ビーンとエルフォとルーシーはいつまでも秘密の図書館に隠れていることができないことに気づく。エルフォは自ら人食い鬼達に身を投げ出し、連れ去られる。そこへダグマーが秘密の図書館に繋がる秘密のエレベーターに乗って現れ、ルーシーを殺し、ビーンを地獄に連れて行き、謎の男と結婚させようとする。ルーシーは目を覚ますと、天国にいることに気づく。 |             |                                                                            |                                     |                                   |               |           |

## 反響

### 批評
Ars TechnicaのSam Machkovechは、プロローグだけを見ると世界を股に掛けた逃避行に見えるものの、すぐさま舞台がドリームランドに戻ることで、悲惨な状況にあるドリームランドが笑いのネタに満ちていると述べ、メインキャスト4人の配役についても評価している。
特にゾグ王についてMachkovechは、ゾグ王を演じるディマジオの演技をキレたニューヨーク・メッツファンにたとえ、常識を逸脱した暴力性と復讐心が劇中の奇怪な出来事にかみ合っていると評価している。
Machkovechは番組内におけるブラックユーモアが『ルーニー・テューンズ』のように低俗であると指摘しつつも、中世の暗黒時代について詳しく描かれており、11歳以上の子どもと一緒に見る番組としては質の高いものであると評価している。